# هوره‌عاگول بالا
هوره‌عاگول بالا، روستایی از توابع بخش نیسان شهرستان هویزه در استان خوزستان ایران است.

## جمعیت
این روستا در دهستان بنی نعامه قرار دارد و براساس سرشماری مرکز آمار ایران در سال ۱۳۸۵، جمعیت آن ۶۹۶ نفر (۱۱۷خانوار) بوده‌ و طبق آخرین سرشماری جمعیت آن بالغ بر 1600نفر می‌باشد.